# Origen de los humanos modernos

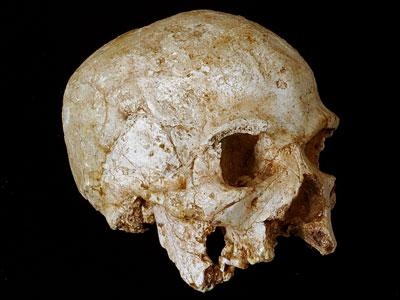
Cráneo de Hofmeyr, Homo sapiens sudafricano de hace 36 000 años.

El origen de los humanos modernos se refiere al fenómeno por el cual el Homo sapiens aparece y se expande a través de la Tierra, sustituyendo a todas las demás especies de Homo existentes.
Las hipótesis sobre el origen del Homo sapiens se ha dividido entre quienes sostienen que evolucionó como una especie interconectada con Homo erectus (la llamada hipótesis multirregional o modelo de continuidad regional o poligenismo), y los que aseguran que evolucionó solamente en África y luego migró fuera del continente africano, conquistando todo el Viejo Mundo (teoría desde África o modelo fuera de África o modelo del reemplazo completo o monogenismo). Los antropólogos siguen debatiendo ambas posibilidades, pero la mayoría actualmente favorece la hipótesis segunda del origen africano.

## La hipótesis multirregional
El poligenismo científico, tiene su origen en un trabajo de Franz Weidenreich en los años 1930 después del estudio de los restos del hombre de Pekín; donde concluía que los dientes prehistóricos en forma de pala eran similares a los de algunos pobladores asiáticos actuales y por lo tanto se les consideró como relacionados con el desarrollo de los pueblos asiáticos. 
Los defensores de esta hipótesis han estado algunos investigadores como (Frayer, 1993), citan como evidencia la continuidad anatómica en los registros fósiles en Europa Central Sur (Smith, 1982), el Extremo Oriente y Australia (Wolpoff, 1993) (la afinidad anatómica se toma para sugerir la afinidad genética). 
Estos investigadores han argumentado que las grandes similitudes genéticas entre todos los humanos no prueban la ascendencia reciente común, sino que más bien reflejan la interconexión de las poblaciones humanas alrededor del mundo, resultando en un flujo genético relativamente constante (Thorne y Wolpoff, 1992). También sostienen que este modelo es consistente con los patrones clinales (Wolpoff, 1993).
El elemento más importante de este modelo es que permite un millón de años para la evolución del Homo sapiens alrededor del mundo y en consecuencia este tiempo es más que suficiente para la evolución de razas diferentes.

## La teoría de la salida de África
El origen africano de los humanos modernos está determinado con base en la información sobre la historia de nuestra especie, la cual viene de varias fuentes tales como el registro paleoantropológico, los restos arqueológicos y las inferencias históricas basadas en las diferencias genéticas actuales observadas en los humanos. Aunque estas fuentes de información son fragmentarias, han ido convergiendo en los años recientes en la misma historia general, dando como resultado un origen para el Homo sapiens en el África subsahariana entre hace 140 000 y 200 000 años; lo que se ha dado en llamar la teoría Out of Africa (Teoría desde África o Hipótesis de la Migración de África).
Si bien el origen africano de los humanos modernos es cada vez más evidente, no hay en realidad una región dentro de África que sea la cuna de la humanidad de manera indiscutible, ya que se han presentado múltiples evidencias que muestran diferencias entre los resultados.

Diseminación de humanos modernos (rojo) por encima de la tierra y la colonización anterior por el Homo erectus (amarillo) y el Homo neanderthalensis (ocre); los números de años antes del presente.

### Historia de la teoría
Ya en el siglo XIX, el etnólogo James Prichard sostenía que había suficientes razones para concluir que los hombres descendían de la población negra de África (Prichard, 1851). Charles Darwin fue uno de los primeros en proponer un ancestro común para los organismos vivientes, y sostuvo que el hombre tendría con más probabilidad sus ancestros tempranos en África, dada la presencia allí de simios antropomorfos como el gorila y el chimpancé (Darwin, 1871).
Con el advenimiento del estudio del ADN mitocondrial, se tiene el respaldo genético a la tradicional Hipótesis de la migración de África. En 1980 Brown propuso por primera vez que los humanos modernos poseerían un ancestro común mitocondrial que habría vivido hace unos 180 000 años (Brown, 1980). En 1987 los investigadores Rebecca Cann, Stoneking y Wilson demostraron que el Homo sapiens se originó en África calculamos entre 140 000 y 290 000 años atrás y migró de allí al resto del mundo, sustituyendo a los humanos arcaicos (Cann, 1987).

### Evidencia fósil
La evidencia paleoantropológica existente sugiere que los humanos anatómicamente modernos evolucionaron en África, durante los últimos 200 000 años, de una población preexistente de humanos que no eran simios o primates, siendo una especie diferente a ellos que evolucionó (Klein, 1999). Aunque no es fácil definir "anatómicamente moderno" de una manera que incluya a todos los humanos vivientes y excluya a todos los humanos arcaicos (Lieberman et al., 2002). El acuerdo generalmente sobre las características físicas de la anatomía moderna incluye un cráneo altamente redondeado, retracción facial y un esqueleto ligero y esbelto, en contra de uno pesado y robusto (Lahr, 1996). Los primeros fósiles con estas características se encontraron en África oriental en el río Omo, siendo fechados en aproximadamente 195 000 años (Proyecto Genográfico; White et al., 2003; McDougall et al., 2005) y su antigüedad coincide con lo estipulado para la Eva mitocondrial. Estos primeros fósiles son conocidos como los Hombres de Kibish o restos Omo I y se consideran los Homo sapiens más antiguos. En ese tiempo, la población de humanos anatómicamente modernos parece haber sido pequeña y localizada (Harpending et al., 1998). En cambio, poblaciones de humanos arcaicos que fueron más grandes, vivieron en varias partes del Mundo Antiguo, incluyendo los neandertales en Europa y otras especies de humanos como el Homo erectus de Asia (Swisher et al., 1994).

### Arqueología del comportamiento moderno
El hallazgo de restos que demuestran comportamiento moderno, se consideran evidencias consistentes de la presencia del Homo sapiens. Es muy conocido que en Europa la conducta humana moderna da lugar al paleolítico superior hace 30 000 años; pero mucho antes en África, se han encontrado indicios materiales de la presencia de humanos modernos tales como representaciones abstractas en ocre rojo en la cueva Blombos (Sudáfrica) de más de 70 000 años (Henshilwood 2002). También en yacimientos de Howiesons Poort y Stillbay (Sudáfrica), en donde se encontraron puntas líticas y puntas de flechas de hueso con unos 60 a 70 000 años. Más antiguos aún, son restos de puntas de flechas y herramientas de hueso para pescar encontrados en el Congo, con 90 000 años de antigüedad (Calvin, 2004).
Fuentes más recientes han encontrado indicios de comportamiento moderno temprano en Pinncle Point (Sudáfrica) con una antigüedad de hasta unos 164 000 años, encontrándose cuchillas hechas según el método Levallois, donde la piedra labrada fue tratada con calor y se encontraron 57 piezas con pigmento ocre rojo.

### Evidencia antropológica
La antropología física también aporta indicios sobre el origen africano del hombre moderno. Un estudio craneométrico de la Universidad de Cambridge utilizando una muestra grande (6000 cráneos), concluye que cuanto mayor es la distancia con el continente africano, será proporcionalmente menor la variabilidad fenotípica, estableciendo un origen probable de los humanos modernos en la región sur-central de África (Manica, 2007).

### Evidencia microbiológica
El estudio microbiológico de la bacteria gástrica humana (Helicobacter pylori), ha revelado que la distribución de cepas (variedades) está relacionada con los patrones de migración en los humanos. Se ha concluido que tanto los humanos modernos como estas bacterias son originarios del África subsahariana, dada la mayor diversidad allí, y de ahí habrían emigrado fuera de África hace unos 50 000-70 000 años (Linz, 2007).

### Evidencia lingüística
El estudio histórico de las lenguas (paleolingüística), las relaciones entre ellas y la reconstrucción de las lenguas ancestrales, están limitados a una antigüedad de pocos miles de años. Sin embargo, una nueva teoría propone que el mayor número de fonemas estaría relacionado con las regiones pobladas con mayor antigüedad, en donde la expansión migratoria tiene por característica un efecto fundador, el cual se forma por los cuellos de botella poblacionales, lo que produciría que las poblaciones más alejadas o aisladas reflejen una disminución en el número de fonemas. Un estudio que analiza 504 lenguas vivas encontró que las lenguas que contienen más sonidos se hablan en África y los que contienen menor número están en Sudamérica e islas de Oceanía; así pues por ejemplo mientras el hawaiano tiene 13 sonidos, el idioma joisán !Xu llega a 141. Ello demostraría un origen de las lenguas humanas modernas al Sur de África y sería probable la existencia de un idioma protosapiens.
Algunos lingüistas sugieren que los pueblos joisán y los hadza/sandawe estuvieron antiguamente relacionados; sin embargo estos pueblos, según la genética poblacional, se habrían separado entre sí hace unos 100 000 años, por lo que esto permite creer que es posible que los fonemas denominados clics (chasquidos) típicos de las lenguas joisanas, hayan sido elementos que formaron parte de las lenguas primigenias de los humanos modernos.

### Evidencia genética
En 1987, el análisis del ADN mitocondrial humano en diferentes poblaciones, evidenció genéticamente el origen africano del ser humano moderno, (Cann et al. 1987) lo cual estuvo respaldo por posteriores investigaciones. 
Desde los años 1990, ha sido común el uso de genotipos multilocus para distinguir diferentes grupos humanos y para colocar individuos en grupos (Bamshad et al., 2004). Estos datos han llevado a una redefinición biológica de las razas humanas como linajes evolucionarios y la descripción de ellas en términos cladísticos. La técnica de genotipar multilocus se ha usado para determinar patrones de la historia demográfica humana. Así, el concepto de "raza" proporcionado por estas técnicas se puede sustituir por el de ascendencia, entendido ampliamente. 
Los estudios de la variación genética humana también insinúan que África fue el origen ancestral de todos los humanos modernos, y que el Homo sapiens sapiens migró de África y sustituyó a las demás especies de Homo. Un estudio sobre las distancias genéticas entre continentes puede resumirse en un esquema simplificado con el siguiente cladograma:
|  | Europa                                           |
|  |                                                  |
|  | \| \| América \| \| \| \| \| \| Asia \| \| \| \| |
|  |                                                  |
|  | América                                          |
|  |                                                  |
|  | Asia                                             |
|  |                                                  |

|  | América |
|  |         |
|  | Asia    |
|  |         |

|  | Europa                                           |
|  |                                                  |
|  | \| \| América \| \| \| \| \| \| Asia \| \| \| \| |
|  |                                                  |
|  | América                                          |
|  |                                                  |
|  | Asia                                             |
|  |                                                  |

|  | América |
|  |         |
|  | Asia    |
|  |         |

|  | Europa                                           |
|  |                                                  |
|  | \| \| América \| \| \| \| \| \| Asia \| \| \| \| |
|  |                                                  |
|  | América                                          |
|  |                                                  |
|  | Asia                                             |
|  |                                                  |

|  | América |
|  |         |
|  | Asia    |
|  |         |

|  | Europa                                           |
|  |                                                  |
|  | \| \| América \| \| \| \| \| \| Asia \| \| \| \| |
|  |                                                  |
|  | América                                          |
|  |                                                  |
|  | Asia                                             |
|  |                                                  |

|  | América |
|  |         |
|  | Asia    |
|  |         |

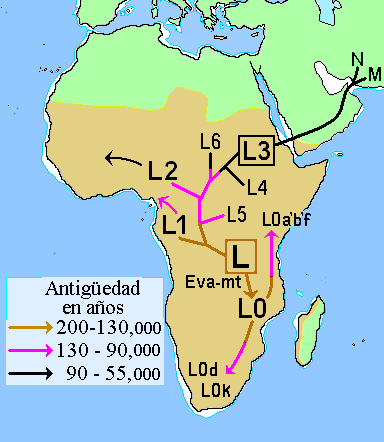
Mapa del origen africano de los humanos modernos creado a partir de la genómica mitocondrial. Las líneas indican la antigüedad aproximada de las poblaciones. En África Oriental se habría originado Eva mitocondrial, expandiéndose por toda el África subsahariana a través de los haplogrupos de ADN mitocondrial humano L0, L1, L2, L3, L4, L5 y L6. En cambio, M y N representan las primeras migraciones fuera de África. Artículo principal: Ascendencia mitocondrial africana.

Los datos existentes sobre la variación genética humana apoyan y extienden las conclusiones basadas en la evidencia fósil. Las poblaciones africanas muestran mayor diversidad genética respecto a las poblaciones del resto del mundo, insinuando que los humanos aparecieron primero en África y posteriormente colonizaron Eurasia y América (Tishkoff y Williams, 2002; Yu et al., 2002; Tishkoff y Verrelli, 2003). La variación genética observada fuera de África es siempre un subconjunto de la variación dentro de África, un patrón que se produciría si los migrantes de África fueron limitados en número y llevaron solo parte de la variabilidad genética de África con ellos (Cavalli-Sforza y Feldman, 2003). Los patrones de variación genética sugieren una expansión de población anterior dentro de África seguida por una subsiguiente expansión en las poblaciones no africanas, y las fechas calculadas para las expansiones generalmente coinciden con el registro arqueológico (Jorde et al., 1998).
Los aspectos de la relación entre humanos anatómicamente modernos y arcaicos permanecen discutibles. Los estudios de ADNmt (Ingman et al., 2000), el cromosoma Y (Underhill et al., 2000), porciones del cromosoma X (Kaessmann et al., 1999), y muchas (aunque no todas) las regiones autosomales (Harpending y Rogers, 2000) apoyan la "hipótesis de la migración de África" de la historia humana, en donde los humanos modernos aparecieron primero en África subsahariana y entonces migraron desde África al resto del mundo, con poco o ningún cruce con las poblaciones arcaicas que gradualmente reemplazaron (Tishkoff et al., 2000; Stringer, 2002).
Los nuevos grupos que aparecen fuera de África, incluyendo a los europeos, asiáticos, amerindios y aborígenes australianos, resultaron ser un único grupo relacionado (monofilético), resultante de una gran migración de África, que puede ser dividido razonablemente en los grupos euroasiáticos del oeste, del este y el australiano, este último del cual se cree que es uno de los primeros grupos que se mantuvo aislado. 

#### Adán y Eva científicos

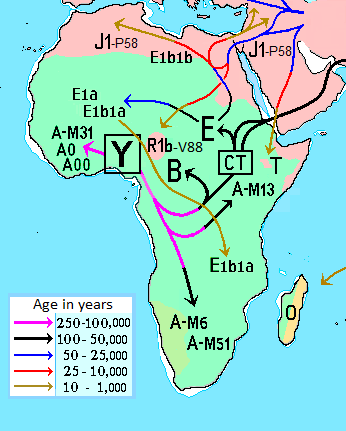
Dispersión de los principales haplogrupos del cromosoma-Y africanos, originados a partir del antepasado denominado Adán cromosómico.

Actualmente, gracias a los análisis científicos, se sabe que en la genealogía de la evolución humana habría existido un antepasado común masculino y uno femenino; a los cuales se les nombró como sus símiles religiosos.
Dentro de la búsqueda del origen de los humanos modernos, ha destacado la genética poblacional a través del ADN mitocondrial y del cromosoma Y. El ADN mitocondrial nos muestra la ascendencia matrilineal en donde nuestro ancestro común más reciente se le ha denominado Eva mitocondrial, mientras que el cromosoma Y muestra la ascendencia patrilineal que nos lleva hasta el Adán cromosómico (Y). 
A la Eva mitocondrial se le ha dado una antigüedad promedio de 190 000 (±40 000) años (Soares 2009) y el lugar en que vivió podría coincidir con el de la mayor diversidad genética mitocondrial, el cual se encuentra en el África oriental, particularmente en Tanzania (Gonder 2006). Es de notar que estos hallazgos coinciden con la evidencia fósil, en donde los humanos modernos más antiguos (los hombres de Kibish), han sido encontrados al Este de África (específicamente en Etiopía) y fueron datados con 195 000 años de antigüedad.
En cambio, al Adán cromosómico se encuentra aún bajo estudio. Si bien se ha demostrado su origen africano, se ha hecho varias propuestas sobre su antigüedad variando entre los 270 000 años (en 1996 con poca evidencia), 60 000 años (en 2003 con más datos), 140 000 años con un probable origen en la región noroccidental de África (2011) y más recientemente (2012) se descubrió un linaje africano con gran divergencia que nos lleva a los 340 000 años de antigüedad, por lo que en la genealogía humana habría habido introgresión y se remontaría hasta el Homo sapiens arcaico.

#### Genoma
La mayor diversidad genética humana del mundo se encuentra entre los pueblos cazadores-recolectores de África, especialmente entre los joisán, por lo que según el análisis genómico, se considera que es el África austral la región más probable del origen de los humanos modernos.

## Hipótesis mixta
Si bien la Teoría desde África está ampliamente aceptada, varios grupos de investigadores citan la evidencia fósil y genética para defender una hipótesis más compleja. Sostienen que los humanos relacionados con los rasgos modernos surgieron varias veces de África, durante un periodo extenso de tiempo, y se mezclaron con los humanos arcaicos en varias partes del mundo (Hawks et al., 2000; Eswaran, 2002; Templeton, 2002; Ziętkiewicz et al., 2003). Como resultado, aseguran que el ADN autosomal de poblaciones humanas arcaicas que viven fuera de África persiste en las poblaciones modernas, y las poblaciones modernas de varias partes del mundo siguen teniendo alguna semejanza física a las poblaciones arcaicas que habitaron esas regiones (Wolpoff et al., 2001).
Sin embargo, distinguir las posibles contribuciones al acervo genético de los humanos modernos desde los humanos arcaicos fuera de África es difícil, especialmente ya que muchos loci autosomales se fusionan a veces antes de la separación de poblaciones humanas arcaicas (Pääbo, 2003). Además, estudios de ADNmt de humanos arcaicos y modernos y cromosomas Y existentes sugieren que cualquier contribución genética superviviente de los humanos arcaicos fuera de África debe ser pequeña, si realmente existe (Krings et al., 1997; Nordborg, 1998; Takahata et al., 2001; Serre et al., 2004; Hammer et al., 2011). La observación de que la mayoría de genes estudiados hasta la fecha se unen en poblaciones africanas apunta hacia la importancia de África como el origen de las variaciones genéticas más modernas, quizá con alguna subdivisión en la población ancestral africana (Satta y Takahata, 2002). La secuencia de datos de miles de loci de poblaciones mundiales ampliamente distribuidas finalmente puede clarificar los procesos de población asociados con la apariencia de los humanos anatómicamente modernos (Wall, 2000), así como la cantidad de flujo genético entre los humanos modernos desde entonces.

### Contribución neandertal y denisovana

Los neandertales y denisovanos dejaron África antes que los humanos modernos.

Desde el punto de vista genético del ADN mitocondrial y del cromosoma Y, la contribución del hombre de Neandertal y del de Denísova al acervo genético de los humanos modernos es nula. El estudio genómico indica que los linajes se habrían separado hace unos 700 000 años (Green, 2008). 
Por otro lado, se sostiene que hay un aporte genético neandertal (hibridación) del 1-4 % en las poblaciones humanas no africanas (Green, 2010) y con denisovanos en poblaciones del Sudeste de Asia y de Oceanía.
Se encontraron restos de un niño en Portugal de hace 24 000 años con una aparente hibridación neandertal/humano moderno, sin embargo podría tratarse simplemente de una complexión robusta.

## Primeros grupos humanos modernos
La evidencia genética a través del ADN mitocondrial y del cromosoma Y dan una idea aproximada sobre los primeros pueblos o primeras razas. La genetista Sarah Tishkoff, sugiere que los khoisan, actuales habitantes del África austral (por ejemplo los bosquimanos), son el grupo humano divergente más antiguo, los cuales se habrían aislado bastante del resto de la población humana desde hace más de 100 000 años, tal vez por razones climáticas y la aridez de entonces; esto dio lugar al período más largo en que dos poblaciones humanas modernas han quedado aisladas una de la otra (Tishkoff, 2007). En el extremo sur de África se encuentran restos humanos de más de 100 000 años (Cueva del Río Klasies) y son atribuibles a los khoisan. Descubrimientos más recientes de pinturas rupestres con ocre antiquísimas convierten a África en el lugar de las imágenes más antiguas del mundo.
Otros linajes antiguos son difíciles de identificar debido al mestizaje de los pueblos africanos prehistóricos. Sin embargo se pueden encontrar haplogrupos de ADN con más de 60 000 años de antigüedad en los pigmeos (África central) y en pueblos del África Oriental como los nilóticos, los dinka de Sudán, los hadza de Tanzania y en Mozambique. También en diversas etnias de Etiopía (aunque más mestizados) como en los oromo, amhara, falasha, etc. y en general a todo lo largo del África negra.

## Primeras migraciones
La probable primera migración de humanos anatómicamente modernos fuera de África, se conoce por los fósiles de Homo sapiens arcaicos encontrados en las cuevas Skhul y Qafzeh al norte de Israel (entre Nazaret y Haifa); y datan de un periodo de calentamiento global relativo 100 000 años atrás. Estos restos fósiles han sido atribuibles a tempranos Homo sapiens, pero la verdadera relación de éstos con los humanos modernos es discutible (Brown, 2002) y podrían tener su propia historia aún no esclarecida. Estos hombres no llegaron aquí para quedarse, pues estas regiones fueron repobladas luego por neandertales a medida que el clima en el hemisferio norte se enfriaba de nuevo (Lahr y Foley, 1998).
Desde el punto de vista genético, uno o dos linajes humanos colonizaron efectivamente Asia hace 60 000-70 000 años, mientras que al mismo tiempo en África permanecían por lo menos 40 linajes mitocondriales, los cuales son reconocidos en la actual población africana. (Véase también: Linajes mitocondriales fuera de África)

### Asia
Las diferencias entre las actuales poblaciones de China, India y Asia Central se explican porque gran parte de la prehistoria asiática transcurre durante la Edad de Hielo en que el frío convertía en barreras inexpugnables al Himalaya y cordilleras relacionadas, igualmente los montes Urales aislaban Siberia de Europa; esto hizo que las poblaciones prehistóricas se vieran aisladas entre sí durante miles de años.
- Extremo Oriente: En Asia Oriental, el registro fósil de humanos arcaicos termina hace aproximadamente 100 000 años, por lo que hay una discontinuidad hasta la aparición de los humanos modernos hace unos 50 000 años (Su, 1999). En el Extremo Oriente, la evidencia genética sugiere que primero se pobló el Sudeste de Asia y las migraciones hacia el Norte que poblaron Asia Oriental fueron posteriores (Su, 1999), según consta en el análisis tanto de la genética matrilineal (Yao, 2002) como patrilineal (Shi, 2005).

- Siberia: En Asia, el Homo sapiens encontró una región de praderas ininterrumpidas desde el río Jordán pasando por Asia Central hasta Mongolia. Al poblar estos territorios y encontrarse con climas fríos construyó pequeños hogares o refugios improvisados, usaron armas más eficientes como flechas y lanzas, se vistió con ropas de pieles y apareció un gran invento: la aguja de coser. La persecución de manadas de mamuts lo llevaron a colonizar el sur de Siberia desarrollándose culturas con 20 000 años de antigüedad como Mal'ta, Alfontova y más al este, como acercándose a Alaska los Dyuktai.(Cavalli-S. 1994)

- Asia Central: El análisis genético de las poblaciones del Asia Central tanto de las poblaciones actuales como aquellas de la Edad del Bronce, demuestran el desarrollo de un mestizaje entre poblaciones occidentales (de Eurasia Occidental) con poblaciones orientales (de Asia oriental), tal como se ve en kazajos, uzbekos, uigures (Noroeste de China) y otros pueblos túrquicos o mongoles (Yao 2004).

### Australia
Las primeras migraciones efectivas fuera de África de humanos modernos parecen ser de hace 60 000 años. Relativamente rápido atravesaron Asia a través de la costa hasta llegar a Australia. Uno de los primeros esqueletos modernos encontrados fuera de África es el Hombre de Mungo y ha sido fechado en 42 000 años atrás (Bowler et al., 2003), aunque estudios de los cambios medioambientales en Australia discuten la presencia de humanos modernos hace más de 55 000 años (Miller et al., 1999). Igualmente en Bobongara (Nueva Guinea) hay yacimientos de esta misma época glacial, en la cual Australia y Nueva Guinea formaban una sola masa continental llamada Sahul. Para llegar allí debieron cruzar el mar a la altura de la Línea de Wallace en pequeñas embarcaciones, convirtiéndose en el primer hombre pero también en el primer primate en llegar a Australia.

### Europa

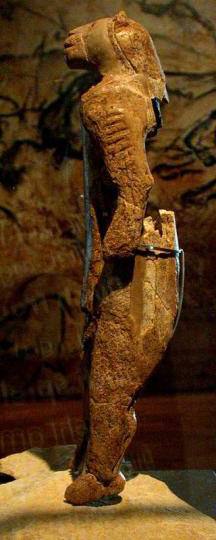
El hombre-león con 32 000 años y encontrado en Alemania, está asociado con la cultura auriñaciense y se le considera la figurilla (animal/antropomorfa) más antigua del mundo.

Los humanos modernos llegan a Europa hace 40 000 años provenientes del Medio Oriente y se les conoce como el Hombre de Cromañón. Hasta la fecha, el esqueleto más antiguo anatómicamente moderno descubierto en Europa viene de los Montes Cárpatos de Rumanía y está datado en 34 000-36 000 años atrás (Trinkaus et al., 2003). La colonización de Europa implicó la sustitución paulatina del Hombre de Neandertal hasta su extinción hace 27 000 años y la sustitución de su cultura musteriense por una más avanzada, la auriñaciense, que destacó en el tallado de hueso, cuerno y marfil; confeccionaba adornos como cuentas, pulseras y hacía pinturas rupestres. Terminando la Edad de Hielo, otras migraciones importantes llegaron desde el Medio Oriente y de las estepas del Asia Central durante el Neolítico, entre 5000 y 10 000 años atrás, y es cuando se difunden las lenguas indoeuropeas; la genética actual de Europa revela una mezcla de todas estas migraciones. Sin embargo en la Europa más occidental, los descendientes de celtas (irlandeses, escoceses) y principalmente de íberos preservan aún buena parte de la estirpe de los primeros pobladores de Europa.[cita requerida]

### América
Existe actualmente un debate sobre la antigüedad de los primeros pobladores americanos, unos piensan que tiene una antigüedad de entre 30 000 y 60 000 años según la Teoría del poblamiento temprano y otros que se empezó a poblar América desde hace 12 000 a 14 000 años según la Teoría del poblamiento tardío. En Monte Verde en el sur de Chile, existen vestigios de una cultura que habitó hace 14 800 años. En todo caso hay consenso mayoritario en que las migraciones básicas ocurrieron en la edad de hielo desde Siberia por el puente de Beringia donde está ahora el estrecho de Bering en dirección a Alaska, puerta de ingreso a América. El análisis genético relaciona efectivamente a todos los amerindios con muchos pueblos actuales de Siberia como los chukchis, selkupis, evenkis, ketis, etc. Según el Proyecto Genográfico de la National Geographic, la principal migración fue hace 14 000 o 15 000 años y la cultura más antigua fue Clovis, en Nuevo México hace 11 500 años. Se llegó hasta el extremo sur del continente (Tierra del Fuego) hace 9000 años, donde habitan los Yámana y la primera civilización neolítica con agricultura y edificaciones de piedra fue Caral en Perú hace 5000 años. Migraciones posteriores llegaron a América del Norte: los na-dené hace 6000-8000 años y los esquimales.

### Islas oceánicas y migraciones marítimas
Varias islas fueron colonizadas durante la edad de hielo debido al descenso del nivel del mar de unos 100 metros, como es el caso de Gran Bretaña, Japón, Ceilán, Tasmania, Indonesia y Filipinas, esta última poblada hace más de 25 000 años por negritos antecesores de los aeta. La verdadera migración marítima fue realizada por los malayos que se esparcieron por las innumerables islas de Indonesia llegando a Melanesia en el 1600 a. C. y desarrollando allí la cultura Lapita (Clark, 2000); desde allí los grandes viajes se hicieron en sus piraguas dobles hacia Micronesia, Fiyi y Samoa. Hacia el oeste los malayos colonizaron Madagascar en el siglo IV. El poblamiento de Polinesia se inició hacia el año 1000 a. C. a partir de Samoa, verdadero centro de dispersión de la cultura polinesia, llegando tan lejos como Hawái (siglo III), Pascua (siglo V) y Nueva Zelanda (siglo VIII). Los bereberes colonizaron las Canarias hacia el 500  a. C.; y los europeos inician sus colonizaciones marítimas al descubrir Islandia por irlandeses en el siglo VIII (antes que los vikingos[cita requerida]) y las expediciones españolas que redescubrieron América (1492), Lejano Oriente (1520) y el descubrimiento de la Antártida (1603).

## Migraciones del neolítico
El nuevo descubrimiento de un esqueleto de varón en el suroeste de Etiopía, concretamente en la región del Gamo en una cueva denominada "Mota", ha aportado nueva información sobre la expansión y variación genética en el continente africano. Los restos de Mota fueron fechados alrededor de hace 4500 años y por lo tanto son anteriores tanto a la expansión bantú y, aún más importante, a lo que se conoce como el reflujo de Eurasia occidental. Es un evento migratorio que se produjo hace unos 3000 años, cuando poblaciones de las regiones de Eurasia occidental, como Oriente Próximo y Anatolia, inundaron de nuevo el Cuerno de África. 
Se realizó una comparación de Mota con las poblaciones contemporáneas en la que se demuestra que "Mota" es más similar a las poblaciones Ari, un grupo étnico que vive cerca de las tierras altas de Etiopía. También es bastante similar a la Sandawe del Sur de Tanzania, Estas similitudes son muy importantes, entre otras razones, para descifrar el antiguo paisaje demográfico de África.
Se investigaron dos fuentes contemporáneas y otros genomas antiguos de Eurasia. En este análisis destacaban los genomas de los sardos contemporáneos,  y LBK (Stuttgart). Análisis previos han demostrado que los sardos son los representantes modernos más cercanos de los agricultores neolíticos, lo que implica que el reflujo proviene de la misma fuente genética que impulsó la expansión del Neolítico en Europa desde el Próximo Oriente. Los científicos dicen que está claro que los migrantes de Eurasia eran descendientes directos o una población muy cerca de los agricultores neolíticos que habían llevado la agricultura desde Oriente Próximo a Eurasia Occidental hace alrededor de 7000 años y luego emigraron al Cuerno de África unos 4000 años después. 
El estudio estima que la llegada de los euroasiáticos supuso en torno al 30% de toda la gente que ya vivía en la zona. La causa de la migración de Eurasia occidental de nuevo en África es actualmente un misterio. Por el momento, los científicos han descartado que los flujos migratorios se debieran a algún tipo de cambio climático. Las hipótesis se centran en las transformaciones ocurridas en la producción agrícola, ya que las migraciones coincidieron en el tiempo con la llegada de cultivos como la cebada y el trigo a la región. 
Sin embargo, la evidencia arqueológica muestra que la migración coincidió con la llegada de los cultivos de Oriente Próximo al este de África, como el trigo y la cebada, lo que sugiere que los descendientes directos de los agricultores en Europa también puede haber jugado un papel en el desarrollo de nuevas formas de producción de alimentos en el Cuerno de África.

### Genoma
A partir del análisis del primer genoma antiguo encontrado en el continente africano, una comparación con las poblaciones modernas de todo el mundo les permitió ver que los migrantes dejaron su huella genética en el último rincón de África. Se ha visto que del 4 a 7% del genoma de la mayoría de las poblaciones africanas se remontan a una fuente de Eurasia. Por otra parte, se detectó un impacto geográfico mucho más amplio del reflujo en África Occidental y del Sur. A pesar de que el componente de Eurasia occidental en estas regiones es menor que en el este de África, sigue siendo considerable. Genomas de esta migración se filtraron por todo el continente, más allá del Este de África, desde los yoruba en la costa occidental a los mbuti en el corazón del Congo, que muestran hasta un 7 y 6 por ciento de sus genomas, respectivamente, de Eurasia Occidental.